# آبسراهای پیش از تاریخ پیرامون آلپ
آبسراهای پیش از تاریخ پیرامون آلپ (انگلیسی: Prehistoric pile dwellings around the Alps) مجموعه‌ای از خانه‌های روی آب هستند که متعلق به ۵۰۰۰ تا ۵۰۰ سال پیش از میلاد هستند. از این مراکز پیش از تاریخی که تعدادشان ۱۱۱ مرکز است، ۵ مرکز در اتریش، ۱۱ مرکز در فرانسه، ۱۸ مرکز در آلمان، ۱۹ مرکز در ایتالیا، ۲ مرکز در اسلونی و ۵۶ مرکز در سوئیس است. آبسراهای پیش از تاریخ پیرامون آلپ؛ جزء میراث جهانی یونسکو و جاذبه‌های گردشگری در کشورهای مذکور به‌شمار می‌آیند.